# 백자청화 정부인 영광정씨 묘지 및 지석함
백자청화 정부인 영광정씨 묘지 및 지석함은 대한민국 경기도 화성시에 있는, 2006년 김포시 운양동에서 화성시 향남읍 구문천리로 이장하는 과정에서 출토된 조선시대의 묘지 및 지석함이다. 2011년 10월 4일 경기도의 유형문화재 제264호로 지정되었다.

## 개요
<백자청화 정부인 영광정씨 묘지 및 지석함>은 2006년 김포시 운양동에서 화성시 향남읍 구문천리로 이장하는 과정에서 출토되었다. 묘주墓主는 경기수군절도사를 지낸 정극근丁克勤의 손녀이자 신숙주申叔舟의 둘째 아들 신면申㴐의 부인인 영광정씨靈光丁氏(1437~1497)이다.
묘지는 총 4매로 장방형의 판형이며, 해서체로 쓰여졌다. 묘지명 ‘유조선정부인정씨지묘有朝鮮貞夫人丁氏之墓’를 제외하고 총3장의 측면에는 각각 일장一張·이장二張·삼장三張 순서가 적혀있다.
전면에는 영광정씨의 아버지와 어머니, 조부 등 가족에 대한 내용과 묘주의 성품, 혼인, 이력사항, 자녀에 관한 내용이 가로12자, 세로13~16자의 글자배열로 쓰여있다.
또한 출토당시에 수정구슬이 함께 출토된 것으로 볼 때 상당한 품격을 갖추어 매장된 것임을 알 수 있다. 500년 이상의 오랜 세월에도 불구하고 묘지는 지석함과 함께 구성되어 있어서 상태가 상당히 양호하고 글씨의 판독에도 전혀 문제가 없다.
백자청화 정부인 영광정씨 묘지 및 지석함은 묘지와 지석함이 함께 구성되어 있어 유물 자체로서 완결성을 가지고 있다고 할 수 있으며, 묘주가 여성인 묘지명이 흔치 않은 상황에서 조선전기 묘지명 연구에 중요한 자료이다.

## 지정 사유
묘지명 및 지석함은 조선초기에 제작된 것으로서, 500년 이상이 되었음에도 불구하고 글씨의 상태는 물론이고 자기의 상태도 매우 양호하며, 특히 피전자가 여성인 묘지명의 숫자가 제한되어 있어서 가치가 인정된다.

## 참고 문헌
- 백자청화정부인영광정씨 묘지및 지석함 - 국가유산청 국가유산포털